# Marcos de Torres y Rueda
Marcos de Torres y Rueda (Almazán, 25 aprile 1591 – Città del Messico, 22 aprile 1649) è stato vescovo di Yucatán (1646-1649), viceré della Nuova Spagna e presidente dell'Audiencia della Nuova Spagna.
Il suo mandato da viceré durò dal 13 maggio 1648 al 22 aprile 1649. Il suo nome viene a volte scritto Marcos Torres y Rueda.

## In Spagna
Marcos de Torres y Rueda nacque in Spagna nel 1591 (secondo alcune fonti era il 1588). Studiò presso l'università di Alcalá de Henares, con notevoli risultati, risultando il migliore tra coloro che ottennero la licenciatura nel 1612. In seguito occupò la cattedra di teologia ad Alcalá, e presso l'Università di Valladolid. Era canonico della cattedrale di Burgos e rettore del Collegio di San Nicolás a Burgos, quando re Filippo IV di Spagna lo nominò vescovo di Yucatan. Papa Innocenzo X ufficializzò l'incarico il 18 dicembre 1645.

## Nel Nuovo Mondo
Giunse in Nuova Spagna l'anno seguente, fu consacrato a Puebla, ed assunse l'incarico di vescovo il 9 novembre 1646. Solo pochi mesi dopo, il 10 luglio 1647, re Filippo IV lo nominò viceré e presidente dell'Audiencia.
Giunse a Città del Messico il 13 maggio 1648, lasciando il governo della diocesi nelle mani del capitolo della cattedrale. Il viceré uscente, García Sarmiento de Sotomayor, non voleva rinunciare al suo incarico ed al tesoro reale, e si rese necessario un intervento diretto della corona di Spagna.
A causa di altri doveri, non fu presente alla nomina di Nostra Signora di Izamal come patrona dello Yucatan (23 agosto 1648).
Governò il vicereame per poco meno di un anno. L'avvenimento più importante di questo periodo fu l'autodafé tenuto l'11 e 12 aprile 1649 nella plaza El Volador. Qui 13 uomini e donne furono garrotati a morte ed altri 94 furono frustati. Del primo gruppo faceva parte Tomás Tremiño de Campos, un portoghese ebreo. Tra le cose di cui era accusato vi era il fatto di aver usato la "lingua messicana" e parlare male dell'inquisizione, del re e del Papa. Antonio Báez e B. Tirado furono accusati di aver detto che "i cristiani sono bestie" e Pedro Mercado di aver dato i posti migliori di una rappresentazione teatrale che egli compose agli ebrei.
Essendo molto ammalato, il viceré non partecipò all'evento.
Il 14 aprile 1649, pochi giorni prima della sua morte, scoppiò una rivolta tra gli indiani Tarahumara. Torres y Rueda era troppo malato per affrontarla, ed il compito fu lasciato al successore, Luis Enríquez de Guzmán.
Torres y Rueda morì il 22 aprile 1649 a Città del Messico. Fu inumato nella chiesa del convento di San Agustín. L'Audiencia assunse il governo fino all'arrivo del nuovo viceré.
Nonostante avesse svolto il compito di viceré ed il suo nome appaia nella lista dei viceré della Nuova Spagna, Torres y Rueda non possedette mai ufficialmente il titolo. Il suo titolo era quello di governatore.

## Genealogia episcopale
La genealogia episcopale è:
- Cardinale Tolomeo Gallio
- Vescovo Cesare Speciano
- Patriarca Andrés Pacheco
- Cardinale Agustín Spínola Basadone
- Vescovo Juan de Palafox y Mendoza
- Vescovo Marcos de Torres y Rueda